# Landschaftsschutzgebiet Fleyer Wald

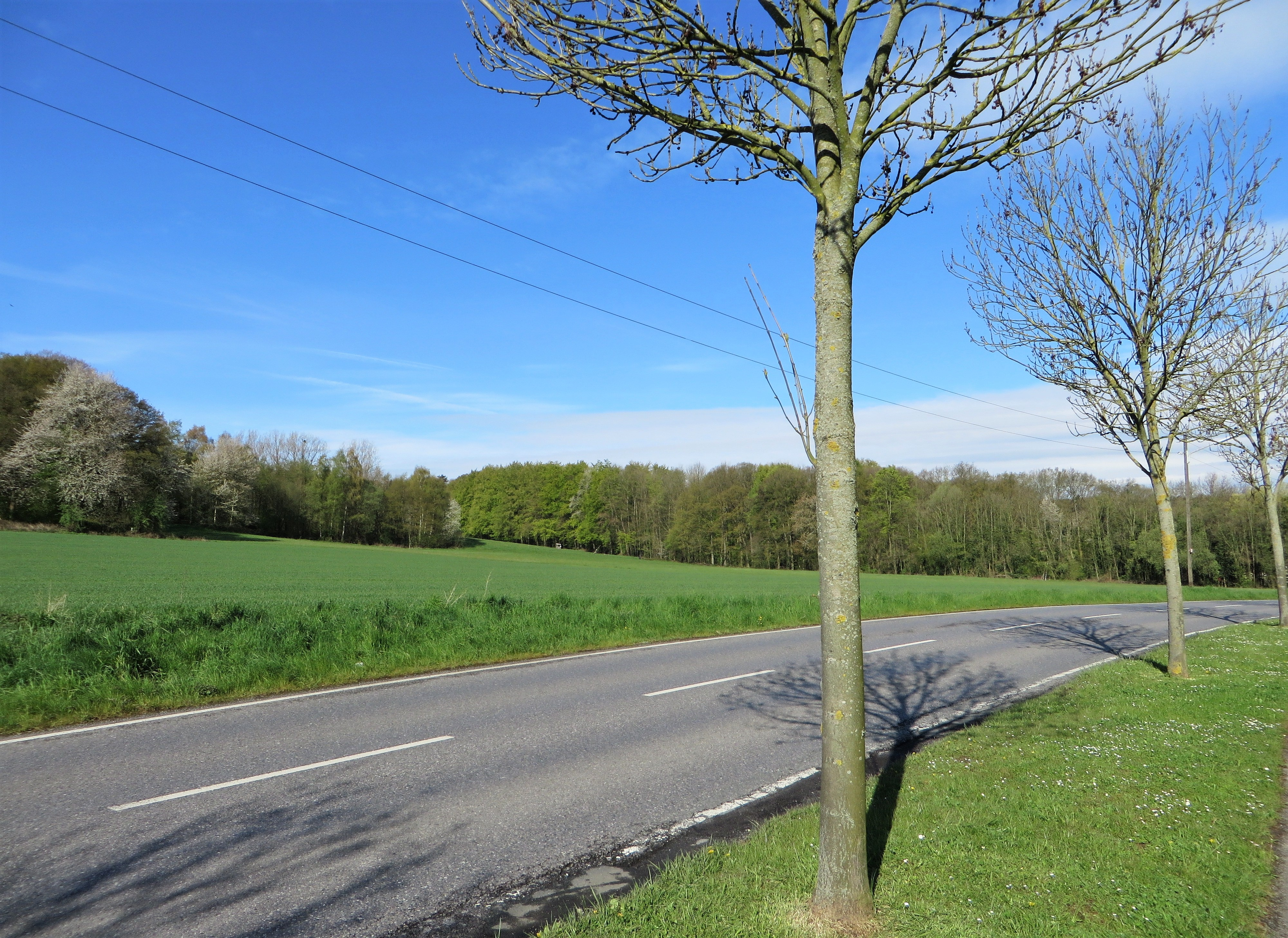
Landschaftsschutzgebiet Fleyer Wald

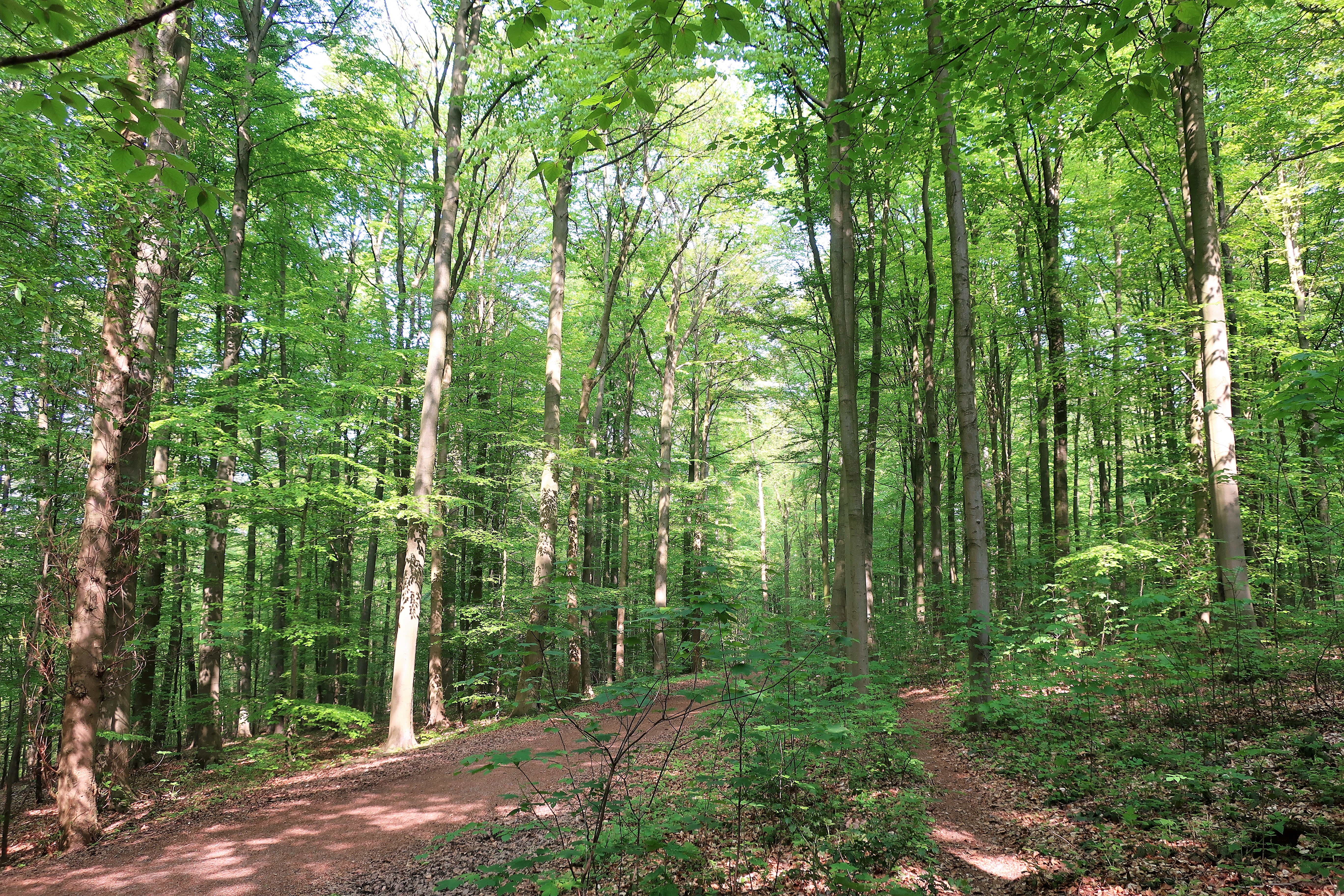
Wanderweg im Fleyer Wald

Das Landschaftsschutzgebiet Fleyer Wald mit einer Flächengröße von 119,65 ha befindet sich auf dem Gebiet der kreisfreien Stadt Hagen in Nordrhein-Westfalen. Das Landschaftsschutzgebiet (LSG) wurde 1994 mit dem Landschaftsplan der Stadt Hagen vom Stadtrat von Hagen ausgewiesen.

## Beschreibung
Meist grenzen nur bebaute Bereiche an das LSG. Im Süden grenzt das LSG an die A 46. Im Norden grenzt eine Fläche direkt an das Landschaftsschutzgebiet Lenne-Niederung und im Westen an das Landschaftsschutzgebiet Buschbach. Die Fern-Universität Hagen liegt direkt neben dem LSG. 
Im LSG liegen ein Mischwaldgebiet mit reichem Unterholz und einigen eingelagerten landwirtschaftlichen Nutzflächen. In diesem Gebiet befinden sich tief eingeschnittene Bachtäler, Quellmulden, Tümpel und Stauteiche.

## Schutzzweck
Laut Landschaftsplan erfolgte die Ausweisung „zur Erhaltung und Wiederherstellung der Leistungsfähigkeit des Naturhaushaltes, insbesondere durch Sicherung des Mischwaldgebietes mit naturnah entwickelten Lebensräumen, wegen der Vielfalt, Eigenart und Schönheit des Landschaftsbildes, insbesondere wegen des wertvollen in sich stark differenzierten naturnahen Waldkomplexes und der eingelagerten landwirtschaftlichen Nutzflächen und wegen der besonderen Bedeutung des Fleyer Waldes als stadtnahes Erholungsgebiet, insbesondere auch für die stille Erholung durch das Erleben naturnaher Lebensräume“.